# スティックランド反応
スティックランド反応（スティックランドはんのう、英: Stickland reaction）あるいはスティックランド発酵は、アミノ酸の共役した酸化および還元反応による有機酸への変換を指す化学反応名である。1934年に、スティックランドにより偏性嫌気性タンパク質分解菌 Clostridium sporogenes で発見された。
電子ドナーのアミノ酸は一炭素短い揮発性のカルボン酸へと酸化される。例えば、炭素数3のアラニンは、炭素数2の酢酸に変換される。電子アクセプターのアミノ酸は、元のアミノ酸と炭素数が同じ揮発性のカルボン酸へと還元される。例えば、炭素数2のグリシンは、炭素数2の酢酸へ変換される。この反応により、アミノ酸発酵微生物は、水素イオンを電子アクセプターとして用いることによる水素ガスの発生を避けることができる。アミノ酸は、スティックランドアクセプター、スティックランドドナーあるいはドナー、アクセプターの両方として働くことができる。ヒスチジンだけは、スティックランド反応によって発酵できず、酸化される。典型的なアミノ酸混合物では10%のスティックランドアクセプターの不足があり、水素ガスが発生する。非常に低い水素分圧下では、非共役型の嫌気性酸化反応の増加もまた観察される。

スティックランド反応の一般的な機構

D-アラニンとグリシンのスティックランド反応の例